# 驪州駅
驪州駅（ヨジュえき）は、大韓民国京畿道驪州市教洞にある韓国鉄道公社（KORAIL）首都圏電鉄京江線の駅。
電鉄区間はこの駅までだが、京江線の一部として西原州駅への延伸計画がある。

## 歴史
- 2016年
  - 4月29日 - 京江線距離・駅名告示（施行は9月の開業時）[1]。
  - 9月13日 - 18日までの秋夕期間に全駅を対象に1時間間隔で無料運行[2]。
  - 9月23日 - 開通式典開催予定[3]。
  - 9月24日 - 京江線開業、首都圏電鉄京江線運行開始。
  - 9月26日 - 板橋起点54.8kmから56.5kmに変更。

## 駅構造
- 島式ホーム1面2線の高架駅。フルスクリーンタイプのホームドアが設置されている。構内は将来の延伸に備えて4線あるが、駅舎のある南寄りの2線を電鉄線ホームとしている。

### のりば
| 地上2階    |                                              |                                                                |
| 留置線     |                                              |                                                                |
| 留置線     |                                              |                                                                |
| 上り線     | ←首都圏電鉄京江線 板橋方面へ（世宗大王陵駅） |                                                                |
| 島式ホーム |                                              |                                                                |
| 上り線     | ←首都圏電鉄京江線 板橋方面へ（世宗大王陵駅） |                                                                |
| 地上1階    | コンコース                                   | 出入口、コンコース、自動券売機、改札口、エスカレーター、トイレ |

## 利用状況
近年の一日平均利用人員推移は下記のとおり。
2016年は開業日の9月24日から12月31日までの99日間の平均である。
| 路線   | 路線     | 2010年 | 2011年 | 2012年 | 2013年 | 2014年 | 2015年 | 2016年 | 2017年 | 2018年 | 2019年 | 出典  |
| ------ | -------- | ------ | ------ | ------ | ------ | ------ | ------ | ------ | ------ | ------ | ------ | ----- |
| 京江線 | 乗車人員 | 未開業 | 未開業 | 未開業 | 未開業 | 未開業 | 未開業 | 2,563  | 2,293  | 2,330  | 2,446  | [ 4 ] |
| 京江線 | 降車人員 | 未開業 | 未開業 | 未開業 | 未開業 | 未開業 | 未開業 | 2,497  | 2,274  | 2,315  | 2,425  | [ 4 ] |
| 路線   | 路線     | 2020年 | 2021年 | 2022年 | 2023年 |        |        |        |        |        |        |       |
| 京江線 | 乗車人員 | 1,628  | 1,858  | 2,384  | 2,711  |        |        |        |        |        |        |       |
| 京江線 | 降車人員 | 1,663  | 1,911  | 2,438  | 2,734  |        |        |        |        |        |        |       |

## 駅周辺
- 驪州総合バスターミナル（朝鮮語版）
- 驪州大学校（朝鮮語版）
- 驪州高等学校（朝鮮語版）
- 世宗中学校
- 世宗初等学校
- 驪州総合競技場
- 驪州消防署
- 驪州プレミアムアウトレット：鉄道駅としての最寄りだが、アクセスは当駅からのバスとなる。

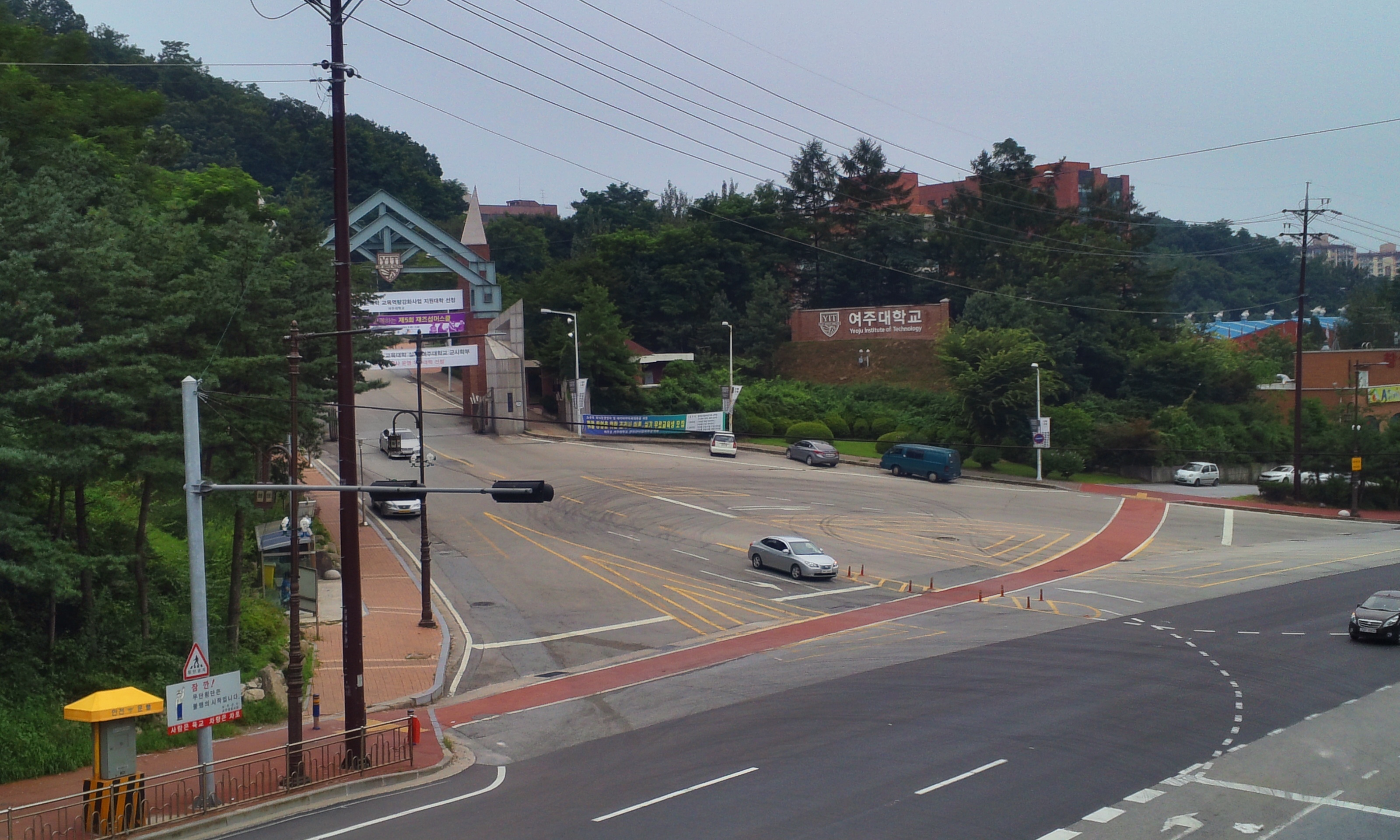
驪州大学校

## バス
KD輸送グループ
| 系統                | 停留所                               | 区間                                                        |
| ------------------- | ------------------------------------ | ----------------------------------------------------------- |
| 901                 | チェビゴル(제비골)停留所：駅前に新設 | 下洞・市庁・警察署・驪州総合バスターミナル方面              |
| 902                 | チェビゴル(제비골)停留所：駅前に新設 | 世宗中学・驪州大学・驪州プレミアムアウトレット方面          |
| 市外座席バス111系統 | 世宗初等学校                         | 五白里 - 新元里 - 利川市総合運動場 - 夫鉢 - 利川ターミナル  |
| 市外座席バス111系統 | 世宗初等学校                         | 番都里 - 下洞 - 驪州市庁 - 驪州ターミナル - 教洞 - 驪州大学 |

白城運輸
| 37系統（北） | 世宗初等学校 | 驪州ターミナル - 驪州市庁 - 世宗高 - 驪州ターミナル                               |
| 37系統（南） | 世宗初等学校 | 驪州大学 - 東亜放送芸術大学 - 安城市総合バスターミナル - （旧）安城ターミナル方面 |

## 隣の駅
韓国鉄道公社
 京江線（首都圏電鉄京江線）
世宗大王陵駅 (K419) - 驪州駅 (K420)
京江線（驪州-原州）（計画中）
驪州駅 - 西原州駅